# Vexillologie

Flagge der Internationalen Föderation Vexillologischer Gesellschaften (FIAV)

Vexillologie (lateinisch vexillum ‚Fahne‘ und -logie), auch Flaggenkunde bzw. Fahnenkunde, ist die Lehre vom Fahnen- und Flaggenwesen. Die Vexillologie ist eine sehr junge Wissenschaft; der Begriff wurde 1959 von Whitney Smith geprägt, dem Gründer des Flag Research Center und Herausgeber des Flag Bulletin.

## Grundlage
Sie ist aus einem Teilgebiet der Heraldik (Wappenkunde) entstanden und beschäftigt sich mit der Geschichte des Flaggenwesens, dem Entwurf und der Erzeugung von Flaggen, mit ihrer Bedeutung, Aussagen und auch damit verbundenen Emotionen und ihrer Verwendung. Sie reicht aber auch immer wieder in Bereiche der Soziologie, Massenkommunikation, Politologie, Kunstgeschichte, Symbolik, Ästhetik und andere hinein. Diesen dient die Vexillologie als Hilfswissenschaft. Sie bedient sich vor allem der wissenschaftlichen Methodik der Geschichts- und Politikwissenschaft.

### Unterschied zwischen Fahne und Flagge
In der Nutzung und Bedeutung gibt es bedeutende Unterschiede zwischen beiden Begrifflichkeiten. Der Vexillologe beschreibt eine Fahne als Einzelstück, welches an einer Stange zum Tragen fixiert wird, sowie als Truppenfahne fungiert. Eine Flagge kann beliebig oft ersetzt werden und wird an einem Flaggenmast gehisst.

## Geschichte
Der Einführung von Fahnen und Flaggen in der Form von farbigen Tüchern gingen die Vexilloide voraus. Hierbei ist ein Vexilloid als vertikale Stange definiert, an deren Ober- oder Mittelteil bestimmte Erkennungszeichen montiert sind. Beispiele hierfür sind die Aquila des Römischen Reiches oder der Rossschweif der Mongolen.:30 Noch früher verwendete das Alte Ägypten stangenförmige Erkennungszeichen für seine Provinzen, wie auf einer Darstellung des Pharao Narmer (etwa 3000 v. Chr.) ersichtlich ist.:35
Die Verwendung von Fahnen und Flaggen wurde zuerst in China populär, wo das streng behütete Geheimnis des Seidenbaus den Chinesen Zugang zur Seide verschaffte, welche aufgrund ihres geringen Gewichts geeignet war, größere Seidestücke an Stangen zu befestigen; die ersten Fahnen und Flaggen wurden im vorchristlichen China hergestellt.:40ff. Sunzi beschrieb in Die Kunst des Krieges (etwa 500 v. Chr.) bereits den militärischen Umgang mit Fahnen und Flaggen auf dem Schlachtfeld.:7
Zunächst in den islamischen Mittleren Osten und dann in das christliche Europa kam der Brauch der seidenen Fahnen und Flaggen aus China über die Seidenstraße.:41 Auf dem Teppich von Bayeux (ca. 1070), welcher die Schlacht bei Hastings (1066) darstellt, ist eine Flagge in der Nähe von Wilhelm dem Eroberer zu sehen. Der Erste Kreuzzug (1096–1099) gab dem christlichen Europa Anlass, sich militärische Symbole in Form von Flaggen anzueignen (ein Brauch, der auf der Seite des muslimischen Gegners bereits verbreitet war). Die meisten christlichen Truppen marschierten unter Variationen des Kreuzes,:73ff. und ab spätestens dem Dritten Kreuzzug (1189–1192) gab es zwischen den verschiedenen christlichen Herrschern Versuche, die Farbkombinationen der Kreuze abzustimmen.:15
Bereits im 14. Jahrhundert werden Flaggen beschrieben, so in Reisebeschreibungen, wie dem Libro do Conoscimiento (etwa 1350), oder Wappenbanner-Rollen und auf Landkarten. Im 17. Jahrhundert erschienen Nachschlagewerke mit Bildertafeln und seit dem 19. Jahrhundert Admiralitäts-Flaggenbücher. Le Gras verfasste 1858 das erste bedeutende Flaggenbuch, das Album des pavillons, guidons et flammes de toutes les puissances maritimes. 1939 erschien das Flaggenbuch, herausgegeben vom Oberkommando der Deutschen Kriegsmarine und bearbeitet von Ottfried Neubecker.
Um 1880 begann man im angelsächsischen Sprachraum sich mit den Hintergründen von Flaggen zu beschäftigen, so A. Macgeorge in Flags, Some Accounts of Their History and Uses. Als Wissenschaft etablierte die Flaggenkunde schließlich Ottfried Neubecker. Seine wissenschaftliche Arbeit verteilt sich auf verschiedene Fachzeitschriften.
Es existieren mehrere nationale flaggenkundliche Gesellschaften, die sich unter der Dachorganisation FIAV (Féderation Internationale des Associations Vexillologiques) sammeln. Die Deutsche Gesellschaft für Flaggenkunde existiert seit 1995. Mitglied der FIAV ist auch Flags of the World, eine internationale Vereinigung von Vexillologen im Internet, die über eine Mailingliste korrespondiert und die größte Webseite zu dem Thema betreibt. Alle zwei Jahre organisiert die FIAV einen internationalen Kongress für Flaggenkunde (International Congress of Vexillology ICV). 2007 fand er in Berlin statt.

## „Regeln“
Die North American Vexillological Association, die größte vexillologische Organisation hat 5 „Regeln“ oder eher Richtlinien festgelegt, die einem beim Erstellen seiner eigenen Flagge helfen sollen. Diese Regeln sind:
- Einfachheit – Ein Kind sollte die Flagge erkennbar aus dem Gedächtnis malen können.
- Aussagekräftige Symbole – Die Flagge sollte eine erkennbare Bedeutung haben.
- 2–3 Farben – Es sollten möglichst nicht mehr als 3 passende Hauptfarben vorhanden sein.
- Keine Schrift oder „Logos“ – Schrift und Logos entkräften den Sinn, etwas grafisch darzustellen, und sind aus der Ferne schwer zu erkennen.
- Nur sinnvolles Inspirieren – Elemente anderer Flaggen sollten nur aus Gründen wie einer Verbindung zu diesem Land übernommen werden.

## Trivia
In der US-Fernsehserie The Big Bang Theory produziert die Figur Dr. Sheldon Cooper eine Webshow mit dem Titel Fun With Flags („Spaß mit Flaggen“). Dieses wiederholt vorkommende Handlungselement machte den Begriff Vexillologie einem breiteren Publikum bekannt.

## Vexillologen
- Graham Bartram (* 1963), Chef-Vexillologe des Flag Institutes
- William Crampton, Gründer des Flag Institutes
- Marc Leepson, Autor von Flag: An American Biography
- Michel Lupant, Präsident der FIAV (Fédération internationale des associations vexillologiques)
- Ottfried Neubecker (1908–1992), Begründer der deutschen Vexillologie, u. a. Autor von Fahnen und Flaggen, in Staackmann Fibeln, Leipzig 1939
- George H. Preble, Autor von History of the American Flag, 1872
- Arnold Rabbow, Mitbegründer der deutschen Vexillologie und der Deutschen Gesellschaft für Flaggenkunde
- Jürgen Rimann (1945–2006), Spezialist für Autoflaggen
- Rudolf Siegel, Autor von Die Flagge, Reimer, Berlin 1912
- Whitney Smith (1940–2016), Gründer des Flag Research Centers, prägte 1959 den Begriff „Vexillologie“
- Derkwillem Visser, Gründer (11. November 1978) und Direktor des ehem. Vlaggen Documentatie Centrum Nederland (VCDN) (Flag Documentation Center Netherlands) in Amsterdam, Mitglied des FIAV bis zu seinem Tod 2001.

## Vexillographen
- Emilio Aguinaldo (1869–1964), Designer der Flagge der Philippinen
- Taiwo Akinkunmi (1936–2023), Designer der Flagge Nigerias
- Luis und Sabino Arana (1865–1903), Designer der Ikurriña (der Flagge des Baskenlandes)
- Graham Bartram (* 1963), Designer der Flagge Tristan da Cunhas und anderer
- Manuel Belgrano (1770–1820), Designer der Flagge Argentiniens
- John Eisenmann, Designer der Flagge Ohios
- Robert G. Heft, ein Designer der 50-Sterne-Flagge der Vereinigten Staaten
- Francis Hopkinson (1737–1791), angeblich Designer der Flagge der Vereinigten Staaten
- Susan Karike Huhume, Designerin der Flagge Papua-Neuguineas
- Friedensreich Hundertwasser (1928–2000), Designer der Koruflagge
- Sharif Hussein, Designer der Flagge der Arabischen Revolte
- Lu Hao-tung, Designer der Flagge der Republik China
- Fredrik Meltzer (1779–1855), Designer der Flagge Norwegens[8]
- Columbano Bordalo Pinheiro (1857–1929), Designer der Flagge Portugals
- Raimundo Teixeira Mendes, Designer der Flagge Brasiliens
- William Porcher Miles (1822–1899), Designer der Flagge der Konföderierten Staaten von Amerika
- Francisco de Miranda (1750–1816), Designer der Flagge Venezuelas
- Theodosia Okoh (1922–2015), Designerin der Flagge Ghanas[9]
- Christopher Pratt, Designer der Flagge von Neufundland und Labrador
- Betsy Ross (1752–1836), angebliche Herstellerin der ersten Flagge der Vereinigten Staaten
- Gerard Slevin, vermutlich Europaflagge
- Whitney Smith (1940–2016), Designer der Flagge Guyanas und anderer Flaggen
- George Stanley, Designer der Flagge Kanadas
- Harold Thomas (* 1947), Designer der Flagge der Aborigines[10]
- Robert Watt, Designer der Flagge Vancouvers[11]
- Zeng Liansong, Designer der Flagge der Volksrepublik China
- Mohamad bin Hamzah (1918–1993), Designer der Flagge Malaysias